# Budaiya Club
Der Budaiya Club (arabisch نادي البديع, DMG Nādī l-Budayyiʿ) ist ein bahrainischer Fußballklub aus Budaiya, welcher seine Heimspiele im Hamad Town Stadium in Hamad Town austrägt.

## Geschichte
In der Saison 2017/18 wurde man Meister der Bahraini Second Division, womit man wieder in die Bahraini Premier League aufsteigen durfte, der man davor für nun zehn Jahre abwesend war. Direkt nach der Folgesaison 2018/19 stieg man mit 15 Punkten als Vorletzter jedoch direkt wieder ab. Über den zweiten Platz glückte aber auch der direkte Wiederaufstieg nach der Spielzeit 2019/20. Diesmal gelang es über den ersten Nichtabstiegsplatz aber erst einmal in der höchsten Spielklasse zu verweilen. Nur um am Ende der Runde 2021/22 dann über die Relegation wieder abzusteigen.

## Erfolge
- Bahraini Second Division
  - Meister (2): 2017/18, 2024/25